# Gloria Contreras
María del Carmen Gloria Contreras Röniger (Ciutat de Mèxic, 15 de novembre de 1934-25 de novembre de 2015) va ser una coreògrafa, ballarina i acadèmica mexicana.

## Estudis
Va estudiar ballet entre 1946 i 1954 a Ciutat de Mèxic amb Alicia Delgado i amb Nelsy Dambré. El 1955 va ingressar al Royal Winnipeg Ballet del Canadà i dos anys més tard es va traslladar a Nova York per continuar els seus estudis a l'School of American Ballet, entre 1956 i 1964. Va ser deixebla de Fierre Vladimiroff, Felia Doubrovska, Anatole Oboukhoff, Muriel Stuait i George Balanchine. Paral·lelament, va ser alumna de Carola Trier de 1958 a 1965. Durant la seva estada a Nova York va crear la companyia Cielito Lindo, la qual va dirigir durant catorze anys.

## Coreografia i labor acadèmica
Va tornar a Mèxic i va començar a impartir classes a la Universitat Nacional Autònoma de Mèxic (UNAM). El 1970 va fundar el Taller Coreogràfic (TCUNAM), del qual va dirigir 94 temporades en el Teatre Arq. Carlos Lazo de la Ciutat Universitària de la UNAM i a la Sala Miguel Covarrubias del Centre Cultural Universitari, així com altres representacions a Nova York, Filadèlfia i Baltimore. Va presentar més de dues-centes setanta-cinc coreografies, de les quals cent noranta-tres són seves, creades amb música que abasta des de cants del segle xii fins a les composicions més contemporànies. Va mostrar un interès particular a convertir al ballet en un art popular. Entre les seves obres més destacades es troba El merdo.
Va brindar oportunitats a més de 30 coreògrafs en proporcionar-los un fòrum obert a la creació i, des del 1974, va organitzar seminaris on persones de totes les edats i professions han estudiat i practicat la dansa. La seva filosofia va acceptar l'ortodòxia en la dansa mitjançant la innovació a partir de la tradició i va utilitzar la tècnica com un vehicle per a la comunicació. Considerava el ballarí com a element fonamental de la coreografia per tal que aquest, recolzant-se en la forma, comuniqués l'essència fonamental de l'ésser humà.
D'altra banda, va publicar gairebé una vintena de llibres sobre poesia, fotografia, assaig, dibuix, coreografia i dansa, així com articles per a la Revista de Bellas Artes, Hoy i el periòdic El Nacional. Va ser creadora emèrita pel Sistema Nacional de Creadors d'Art des de 1999, membre numerària de l'Acadèmia d'Arts de Mèxic des de 2003 i del Consell Internacional de la Dansa de la UNESCO.

## Premis i reconeixements
Durant la seva trajectòria artística i acadèmica va ser guardonada amb els següents premis:
- Premio Unión Mexicana de Cronistas de Teatro y i Música, el 1970 i 1984.
- Premi Ixtlitón i Medalla d'Or en el Festival Mundial de Folklore de Guadalajara el 1972.
- Copa de Plata a l'Excel·lència Artística per la revista Òpera Popular de Estados Unidos el 1981.
- Medalla “Una vida en la danza” atorgada per l'Instituto Nacional de Bellas Artes de Mèxic el 1985 i el 1989.
- Premio Universidad Nacional a l'àrea de creació artística i extensió de la cultura atorgat per la UNAM el 1995.
- Premi Guillermina Bravo en 2002.
- Premio Nacional de Ciencias y Artes en el área de Bellas Artes atorgat per la Secretaria d'Educació Pública el 2005.